# Bruce Tuckman
Bruce Wayne Tuckman (* 24. November 1938 in New York City; † 13. März 2016) war ein US-amerikanischer Psychologe, Organisationsberater und Hochschullehrer an der Ohio State University. 1965 entwickelte er ein Phasenmodell für Gruppenentwicklungen, das er gemeinsam mit Jensen 1977 um eine fünfte Phase („adjourning“) ergänzte.

## Leben
Bruce Tuckman erwarb 1960 einen Bachelor of Science am Renesselaer Polytechnic Institute. 1962 erwarb er einen Master in Psychologie an der Princeton University und ein Jahr später dort einen PhD. Zwischen 1965 und 1978 hatte er mehrere Post-Doc-Stellen an der Rutgers University, bevor er an die City University of New York wechselte. Von 1983 bis 1998 war er Professor für Educational Psychology an der Florida State University. Seitdem leitete Tuckman das Akademische Lernlabor an der Ohio State University.

## Schriften
- Developmental sequences in small groups, in: Psychological Bulletin, 63/1965, S. 384–399[2]
- mit John L. O’Brian: Preparing to Teach the Disadvantaged, Free Press, New York 1969
- Conducting Educational Research, Harcourt Brace Jovanovich, New York 1972
- mit Mary Ann C. Jensen: Stages of small group development revisited, in: Group and Organizational Studies, 2/1977, S. 419–427
- Evaluating Instructional Programs, Allyn & Bacon, Boston 1979
- Citation classic - Developmental sequence in small groups' Current Concerns[3]
- Theories and Applications of Educational Psychology, McGraw Hill, New York 1996

Belletristik
- Long Road to Boston, Roman, Cedarwinds Publishing, Tallahassee 1988